# 王述祖
王述祖（1942年11月6日—），男，汉族，天津人，中华人民共和国政治人物，曾任天津市人民政府副市长，天津市人大常委会副主任。